# Wo ist das Haus meines Freundes?
Wo ist das Haus meines Freundes? (Originaltitel: persisch خانه دوست کجاست, Khane-ye doust kodjast?) ist ein iranischer Spielfilm des Regisseurs Abbas Kiarostami von 1987. Der Film handelt von dem 8-jährigen Jungen Ahmed, der aus Versehen das Heft seines Freundes Mohamed einsteckt, dem dadurch ein Schulausschluss droht. Mit ihm gelang dem Regisseur sein internationaler Durchbruch, der Film gilt als bedeutendes Beispiel des iranischen Neorealismus. Er ist der erste Teil von Kiarostamis Koker-Trilogie, es folgten Und das Leben geht weiter (1992) und Quer durch den Olivenhain (1994).

## Handlung
Ahmed und Mohamed Reda Nematzadeh gehen gemeinsam in die zweite Klasse eines iranischen Dorfes. Weil Mohamed bereits zum dritten Mal seine Hausaufgaben auf lose Zettel macht und nicht in sein Heft, droht der Lehrer ihm, ihn von der Schule auszuschließen, falls das noch einmal passieren sollte. Als Ahmed mittags nach Hause kommt, merkt er, dass er Mohameds Heft eingesteckt hat. Er beginnt eine Suche nach Mohameds Haus durch das gesamte Dorf. Immer wieder wird er aufgehalten und die Wegbeschreibungen, die er bekommt, sind unzureichend oder falsch. Als er endlich glaubt, das Haus gefunden zu haben, handelt es sich um eine andere Familie mit gleichen Nachnamen. Schließlich begegnet ihm ein älterer Mann, der ihm den Weg zum Haus zeigen möchte. Es ist schon spät und die Nacht setzt ein. Als der Mann ihn zum vermeintlichen Haus führt, stellt Ahmed fest, dass es sich um dasselbe Haus mit der Familie mit gleichem Namen handelt. Ahmed läuft zurück nach Hause und ist traurig und niedergeschlagen. Während seine Eltern schon schlafen gehen, macht er seine Hausaufgaben noch. In der nächsten Szene erfährt der Zuschauer dann, dass Ahmed die Hausaufgaben für Mohamed ebenfalls gemacht hat; er gibt diesem schnell noch das Heft, bevor der Lehrer die Aufgaben kontrolliert.

## Kritiken
Der Film hat auf Rotten Tomatoes einen Score von 100 %, das heißt alle gesammelten Pressekritiken waren positiv. Sean Axmaker von Parallax View schrieb über den Film, Kiarostami zeichne einerseits eine Gesellschaft, die in autoritären Forderungen wurzelt, und auf der anderen Seite zeige er uns, wie Kinder in einer Gesellschaft von Geschäft und Verantwortung verloren gehen können. Matthew Lucas von From the Front Row schreibt, es sei die letzte Szene, die in ihrer Schönheit und ihrem erhabenen Glauben an die menschliche Güte, die der Kindheit inhärent sei, es mit Truffauts letzter Einstellung von Sie küßten und sie schlugen ihn aufnehmen kann.

## Auszeichnungen
Der Film gewann auf dem Locarno International Film Festival 1989 drei Preise: Bronzener Leopard, FIPRESCI-Preis, Prize of the Ecumenical Jury. Er wurde auf dem Festival zudem 1994, 1995 und 2016 gezeigt.